# Thunia candidissima
Thunia candidissima är en orkidéart som först beskrevs av Nicholas Edward Brown, och fick sitt nu gällande namn av Heinrich Gustav Reichenbach. Thunia candidissima ingår i släktet Thunia och familjen orkidéer.
Artens utbredningsområde är Burma. Inga underarter finns listade i Catalogue of Life.